# Марія Перальта
Марія де лос Анхелес Перальта (ісп. María de los Ángeles Peralta; 30 листопада 1977) — аргентинська легкоатлетка, що спеціалізується з бігу на довгі дистанції. Призерка континентальних спортивних змагань, олімпійка.

## Виступи на Олімпіадах
| Олімпіада           | Дисципліна       | Місце |
| ------------------- | ---------------- | ----- |
| Лондон 2012         | марафонський біг | 81    |
| Ріо-де-Жанейро 2016 | марафонський біг | НФ    |